# Charles Robert Boutin
Pour les articles homonymes, voir Boutin.
Charles Robert Boutin, dit Boutin de La Coulommière, est un grand commis et financier français du XVIIIe siècle, né le 10 février 1722 à Orléans, et mort le 20 mars 1810 à Paris.

## Biographie
Charles Robert Boutin est le fils de Simon Boutin (1686-1774), receveur général des finances de la généralité de Tours, et de Claude-Madeleine Leclerc. Son frère, Simon Charles Boutin (1719-1794), fut administrateur du Trésor royal chargé du département de la Marine en mars 1788 après la banqueroute de Baudart de Sainte-James qui entraîna la suppression de la charge de trésorier général de la Marine ; sa sœur, Marie Charlotte Madeleine Boutin (1729-1782), épousa en 1748 Charles Henri Philippe de Beaufort-Canillac (1713-1751), dit le vicomte de Montboissier, et fit construire le château de Montboissier (Eure-et-Loir).
Il épouse en 1755 Jeanne Gabrielle Delphine Victoire Chauvelin (1738-1814), fille de l'intendant des finances Jacques Bernard Chauvelin (1701-1781).
Il fut successivement substitut du procureur général du Parlement de Paris (1741), conseiller à la première chambre des requêtes (5 février 1743), maître des requêtes (17 février 1749), président au Grand Conseil (19 avril 1754), commissaire du Roi près la Compagnie des Indes (1756), intendant de Bordeaux (1758-1766).
Le 15 octobre 1766, il fut adjoint à son beau-père Chauvelin, qui résigna son office en sa faveur « avec retenue de service » ; il le remplaça dans sa charge d'intendant des finances lorsqu'il mourut en mars 1767. L'édit de janvier 1771 supprima sa charge mais Turgot, ayant décidé d'éloigner Foullon, fit supprimer l'office dont celui-ci était pourvu par un édit de septembre 1774 et créer un office identique en faveur de Boutin qui retrouva ainsi ses anciennes fonctions.
Il fut nommé conseiller d'État de semestre le 23 août 1775 puis ordinaire le 3 juin 1785. 
En 1777, la réforme de Necker lui enleva une nouvelle fois son office d'intendant des finances mais il fut appelé au Conseil royal des finances de 1777 à 1787 en remplacement de Trudaine. 
Il demeura au conseil d'État jusqu'à la Révolution, où il fut nommé commissaire de la Monnaie.
À Paris, il avait son hôtel à l'angle de la rue du Temple et de la rue Portefoin qu'il fit décorer par Barreau de Chefdeville. Pour la folie qu'il possédait avec son frère rue Saint-Lazare, le même architecte donna les plans du Pavillon du Gladiateur, atrium éclairé par un lanterneau et abritant une copie de la sculpture d'Agasias d'Éphèse par Laurent Guyard. Il donna également des dessins pour la reconstruction de l'hôtel de l'intendance de Bordeaux après un incendie en 1756 et corrigea certains projets bordelais pour la place Dauphine et le faubourg des Chartrons.
En 1772, Boutin, seigneur de la Coulommière, près de Beaugency et d'Herces dans le Perche, fit rebâtir par l'architecte de l'hôtel des Monnaies de Paris, Denis Antoine, le château de Herces à Berchères-sur-Vesgre dans l'actuel département d'Eure-et-Loir.
Établi rue Vivienne au XVIIIe siècle, Charles-Robert mourut dans le grand hôtel familial de la rue de Richelieu , le 20 mars 1810.

### Sources
- Françoise Mosser, Les intendants des finances au XVIIIe siècle, Genève et Paris, Librairie Droz, 1978, p. 296